# 355029 Herve
355029 Herve este o planetă minoră (asteroid) din centura de asteroizi. A fost descoperită pe 1 septembrie 2006 la Ottmarsheim de Claudine Rinner. 
Obiectul prezintă o orbită caracterizată de o semiaxă mare de 2,7209745310573 UAi, o excentricitate de 0,16, o înclinație de 13,9 ° în raport cu ecliptica.